# Супермент
«Супермент» (рос. «Супермент») — радянський художній фільм 1990 року, знятий режисером Валерієм Харченком.

## Сюжет
Авантюрна гостросюжетна історія про співробітника міліції на прізвисько Шериф, який, хоробро борючись з функціонерами мафії, легко і просто бере хабарі у її босів.

## У ролях
- Улдіс-Яніс Вейспалс — Ружин
- Клара Бєлова — Лера
- Марія Авдюшко — Світа
- Валерій Івченко — Копилов
- Михайло Філіппов — Рудаков
- Костянтин Роднін — Колесов
- Арчіл Гоміашвілі — Кадан
- Деана Хорватова — Марина
- Микола Вороновський — Ляхов
- Вадим Андреєв — Горохов
- Сулев Луйк — Феленк

## Знімальна група
- Сценаріст : Микола Пцурцєв
- Режисер-постановник: Валерій Харченко
- Оператор-постановник: Юрій Єлхов
- Композитори: Андрій Леденьов, Роман Леденьов
- Художники-постановники: Володимир Постернак, Наталія Полях